# Julius Keye
Julius Keye (ur. 5 września 1946 w Toccoa, zm. 13 września 1984 w Marietta) – amerykański koszykarz, występujący na pozycjach skrzydłowego oraz środkowego.
Współrekordzista ABA (z Caldwellem Jonesem) w liczbie zablokowanych rzutów w trakcie pojedynczego spotkania (12). Rekord został ustanowiony 14 grudnia 1972 roku w spotkaniu przeciw zespołowi Virginia Squires.
Zmarł w 1984 roku w wyniku urazu głowy odniesionego podczas napadu padaczkowego.

## Osiągnięcia
ABA
- 2-krotnie zaliczony do składu All-ABA Defensive Team (1973, 1974)[2][3]
- Uczestnik ABA All-Star Game (1971)[4]